# 無料低額宿泊所
無料低額宿泊所（むりょうていがくしゅくはくじょ）は、政府への届出によって設置できる福祉的居住施設。社会福祉法第2条第3項に規定されている第二種社会福祉事業の第8号にある「生計困難者のために、無料又は低額な料金で、簡易住宅を貸し付け、又は宿泊所その他の施設を利用させる事業」という条文に基づき設置される施設である。略称として「無低（むてい）」と呼ばれることもある。
生活保護法に基づく保護施設である「宿所提供施設」とは異なる。

## 概要
サービス形態としては「宿所の提供のみ」・「宿所と食事を提供」・「宿所と食事に加え入所者への相談対応や就労指導」がある。
第二種社会福祉事業であるため、都道府県知事への届出のみで開設できる。設置者は、民間のNPO団体（特定非営利活動法人）が多いが、個人や任意団体でも開設できる。バックに企業がついていることが多い。
生活保護法では「居宅保護の原則」が定められ、受給者はアパートなど住宅での生活が基本とされている。厚生労働省では、無料低額宿泊所をあくまでも一時的な居住の場と位置付けている。
海外では、香港にも「籠の家」と呼ばれる同様の施設があるとされている。

## 貧困ビジネスとの関係
入居者のほとんどは生活保護を受給しており、生活保護受給を前提とした施設が多い。そのため、利用料（家賃）は施設の規模・設備にかかわらず、生活保護における住宅扶助の最上限額に設定されている施設がほとんどである。
野宿生活者（ホームレス）に生活保護を申請させ入所させているケースが多い。そのため入所者はほとんどが高齢男性であるが、一部には女性向けの施設もあり、DVシェルターとして母子向けの施設を開設する運営団体も存在する。
無料低額宿泊所の運営団体には、制度の本来の趣旨・理念に反して、届出制という開設方法を悪用し、また利用者の弱味や無知に付け込み、入所者の生活保護費などを搾取・詐取する『囲い屋』と呼ばれる団体も少なからず存在し、貧困ビジネス・生活保護ビジネスの温床となっていることが指摘されている。
無料低額宿泊所はあくまでも一時的な施設という位置づけであるにもかかわらず、いったん入所してしまうと貧困ビジネスに絡め取られてアパートへ転居することもできず、劣悪な環境に耐えかねて脱走し、路上生活に戻ってしまう入所者もいる。
また、施設内に公衆電話など外部への連絡手段が設置されておらず、福祉事務所への連絡も施設事務所内の電話を使用するしかない無料低額宿泊所もある。施設職員による暴行死など、入所者の死亡も相次いでいる。
1990年代から2000年（平成12年）頃から無料低額宿泊所が急増し、貧困ビジネスとして問題化した。2006年（平成18年）12月1日時点の設置数は168施設、定員数は5,174名であった。
2015年（平成27年）6月時点での届出数は（厚生労働省調べ）、設置数は全国に537施設、利用者数は15,600人に急増し、利用者のうち14,143人が生活保護受給者であった。都道府県ごとの設置数では東京都の165施設、神奈川県の131施設が群を抜き、次いで千葉県・埼玉県と日雇い求人の多い南関東1都3県に集中していた。
厚生労働省は2019年（平成31年）3月26日、居室は原則7.43平方メートル（約4.5畳）、定員1人などとする、無料低額宿泊所の設置・運営基準を有識者検討会で説明した。省令を制定して2020年（令和2年）4月から実施する。また大阪府・埼玉県・さいたま市など、独自に貧困ビジネス規制条例を制定して規制を始めた自治体もある。
東京都条例では、無料低額宿泊所の契約期間を1年までと定めており。また都条例規則では2023年（令和5年）までに個室利用できるよう既存施設の改修を求めている。しかし、2020年（令和2年）8月30日に東京新聞が報じた多摩地域30市町村への調査によれば、滞在期間が1年以上の市町村が10市あり、中には平均5 - 6年の市や、最長15年という市もあり、長期滞在が常態化していることが判明した。また入所者全員を個室利用としている自治体は2市のみという結果であった。なお、西多摩郡を所管する東京都西多摩福祉事務所では無料低額宿泊所の利用期間について統計を取っておらず、市部でも統計がなかったり不明な地域が半数近くを占め、一部の市の回答しか得られていない。

## 設置者の例
- 特定非営利活動法人 エス・エス・エス - 本部：東京都台東区東上野[22]。業界最大手[2]。
- 特定非営利活動法人・さくら福祉推進協会 - 本部：東京都中央区日本橋馬喰町[23][24]。女性向け無料低額宿泊所も運営する[11][10]。
- 特定非営利活動法人 やすらぎの里 - 本部：東京都中野区本町[1][25]。
- FIS - 任意団体。本部：東京都北区。東京都、神奈川県、埼玉県、千葉県、愛知県の1都4県約20箇所で無料低額宿泊所を運営。2009年（平成21年）時点で業界2位であった[7][8][17][18]。
- 東京サポートセンター